# Fluorplast
Fluorplaster är plaster som baseras på polymerer innehållande fluor. Polytetrafluoreten (mer känd som Teflon eller Gore-Tex), som tål höga temperaturer, är en av de vanligast förekommande.